# Fins (Somma)
Fins – miejscowość i gmina we Francji, w regionie Hauts-de-France, w departamencie Somma.
Według danych na rok 2011 gminę zamieszkiwały 283 osoby, a gęstość zaludnienia wynosiła 42 osoby/km² (wśród 2293 gmin Pikardii Fins plasuje się na 756. miejscu pod względem liczby ludności, natomiast pod względem powierzchni na miejscu 696.).